# Bahnhof Andernach
Der Bahnhof Andernach ist die Verkehrsdrehscheibe der Stadt Andernach. Er hat vier Personenverkehrsgleise (Durchgangsgleise 1, 2 und 3 sowie Kopfgleis 24), davon drei mit einer Länge von mehr als 400 Metern, sowie Abstell- und Gütergleise. Er entstand 1858 im Zuge der Errichtung linken Rheinstrecke und ist Endpunkt der Eifelquerbahn. Neben dem Personenverkehr gibt es auch Container- und Güterverkehr, der im östlich hinter ihm liegenden Güterbahnhof abgewickelt wird. Von dort führen Anschlussgleise zum Rheinhafen Andernach und zur Firma Rasselstein.

## Geschichte
Andernach erhielt am 15. August 1858 einen Bahnanschluss an der Strecke von Oberwinter nach Weißenthurm. Die Konzession hatte die Rheinische Eisenbahn-Gesellschaft. Daraufhin fuhr am 11. November 1858 der erste Zug über die linke Rheinstrecke. Ein Jahr später wurde die Strecke bis Bingerbrück weitergebaut.
Am 1. April 1878 wurde die Strecke von Andernach nach Niedermendig für den Güterverkehr und am 15. Mai für den Personenverkehr freigegeben. Bauherr war die Rheinische Eisenbahn-Gesellschaft. Für den Güterverkehr wurde am 20. September 1879 die 2,33 Kilometer lange Güterstrecke zur Rheinwerft eröffnet.
1911 wurde ein neues Bahnhofsgebäude fertiggestellt, nachdem zuvor eine Gleiserhöhung mit dem Bau von Bahnunterführungen stattgefunden hat. Am 1. Januar 1945 wurde der Bahnhof durch einen Bombenangriff weitgehend zerstört. Lediglich der Gaststättenflügel mit Wohngeschossen blieb unversehrt. 1956 wurde eine neue Schalterhalle errichtet, deren Fassade aus städtebaulichen Erwägungen soweit erhöht wurde, dass der rückwärtige Altbau optisch dahinter verschwand.
Die französische Besatzungsmacht ordnete nach dem Zweiten Weltkrieg alle Bahnanlagen im nördlichen Teil ihrer Besatzungszone der Eisenbahndirektion Mainz zu. Hierzu gehörte auch der Bahnhof Andernach. Mit der schrittweisen Auflösung der Bundesbahndirektion Mainz in den Jahren 1971/72 fiel die Zuständigkeit für den Bahnhof zum 1. Juni 1971 an die Bundesbahndirektion Köln.
In Andernach hielten alle Personen-/Nahverkehrs- und Eilzüge sowie einige Schnellzüge, während die meisten höherwertigen Reisezüge ohne Halt durchfuhren.
Zum Sommerfahrplan 1979 hielt mit dem IC 564/565 Burggraf München – Würzburg – Frankfurt am Main – Mainz – Koblenz – Bonn – Köln erstmals ein Intercity planmäßig in Andernach, wenn auch in Tagesrandlage (6:25 Uhr Richtung München, 23:30 Uhr Richtung Köln).
Ab dem Sommerfahrplan 1980 folgte der nur freitags verkehrende Bundeswehr-InterCity IC 1632 Seemöwe Hamburg – Dortmund – Duisburg – Köln – Koblenz. Tariflich konnten die Züge zwischen Köln und Frankfurt beziehungsweise Bonn und Koblenz mit Schnellzug-Fahrkarten genutzt werden. Mit Start des IC-85-Systems zum Sommerfahrplan 1985 entfielen die Intercity-Züge.
Mit Start des Fern-Express-Systems (FD) zum Sommerfahrplan 1983 hielt jeder zweite Fern-Express in Andernach, wobei lediglich der FD 712/713 Allgäu in beide Richtungen hielt und der FD 210/211 Wörthersee als einziger FD-Zug in beide Richtungen ohne Halt durchfuhr. Im Laufe der Zeit hielten immer weniger FD-Züge in Andernach, zum Winterfahrplan 1987/88 waren es nur noch zwei, ab dem Sommerfahrplan 1988 fuhren alle FD-Züge ohne Halt durch Andernach.
Von 1983 bis 1988 sank die Zahl der Fernzughalte von 18 bis 23 auf zehn pro Tag. Es verblieben nur noch die fünf Schnellzug-Paare 2020/2021 und 2026/2027 Frankfurt–Dortmund, 2124/2125 München–Dortmund, 2700/2701 Freudenstadt–Dortmund und 2802/2803 Saarbrücken–Dortmund. Später wurde das Schnellzug-Paar München–Dortmund durch das IC-Zugpaar 640/641 Beethoven Dortmund–Koblenz ersetzt und damit hielten IC-Züge wieder planmäßig in Andernach.
Eine deutliche Verbesserung brachte der Fahrplanwechsel im Sommer 1991. Als Vorläufer des Interregio-Systems wurde Andernach von zwei im Zweistundentakt verkehrenden Schnellzug-Linien (Norddeich–Heidelberg, Münster–Saarbrücken/Luxemburg) angefahren, so dass täglich von kurz vor 7:00 bis kurz vor 22:00 Uhr stündlich ein Schnellzug Richtung Köln und Koblenz fuhr (32 Fernzughalte/Tag). 1993 und 1994 wurden die Schnellzug-Linien in InterRegio-Linien umgewandelt. Im Norden wurden nun auch Wilhelmshaven, Bremerhaven, Hamburg, Lübeck und Stralsund erreicht, im Süden Karlsruhe, Freudenstadt und Seebrugg.
Ab 1999 begann die DB das InterRegio-Netz auszudünnen, Züge in Tagesrandlagen entfielen und im Norden endeten die Züge wieder in Münster oder Norddeich. Als Ersatz für die wegfallenden InterRegio-Züge hielten in Tagesrandlage mit EC 25 Franz Liszt Köln–Budapest, IC 605 Claus Störtebecker Hamburg–Koblenz und IC 708 Rügen Koblenz–Binz nun wieder Intercity- und EuroCity-Züge in Andernach.
Zum Fahrplanwechsel 2002/2003 am 15. Dezember 2002 wurden die InterRegio-Linien durch Intercity-Linien ersetzt. Die Zahl der Fernverkehrshalte in Andernach sank leicht von 29 bis 31 auf 24 bis 25.
Während des Sommerfahrplans 2006 hielt mit ICE 1524 Frankfurt–Berlin erstmals ein Intercity-Express planmäßig in Andernach, der aber zum Jahresfahrplan 2007 durch einen Intercity Frankfurt–Hamburg ersetzt wurde. Seit dem Jahresfahrplan 2008 halten einzelne, seit dem Jahresfahrplan 2017 alle Züge der ICE-Linie 10 Berlin–Koblenz in Andernach.
Zum Jahresfahrplan 2006 und 2012 dünnte die Bahn das Fernverkehrsangebot zwischen Köln und Trier um zunächst ein und dann zwei weitere Zugpaare aus, bis es zum Jahresfahrplan 2015 zwischen Koblenz und Trier vollständig eingestellt wurde. Infolgedessen sank die Zahl der Fernverkehrshalte in Andernach auf 12 (samstags) bis 21 (freitags). Ab dem Jahresfahrplan 2018 gibt es wieder ein tägliches Zugpaar zwischen Düsseldorf und Luxemburg. 2023 wurde die Mehrzahl der IC/EC-Züge auf ICE umgestellt. Zum 16. Juli 2024 entfielen alle in Andernach haltenden Fernzüge in Richtung Mannheim, zum 15. Dezember 2024 entfallen alle Fernzüge in Richtung Emden, so dass nur noch vier Fernzugpaare in Andernach halten.
In den Jahren 2010 und 2011 wurde der Bahnhof Andernach modernisiert. Um eine größere Barrierefreiheit des Bahnhofs zu erreichen, wurden zwei Aufzüge installiert, so dass nun alle Bahnsteige ohne Treppen erreicht werden können. Außerdem wurden die Bahnsteige mit einem Blindenleitsystem ausgestattet. Die Modernisierungsmaßnahmen kosteten eine Million Euro, die aus dem Konjunkturprogramm des Bundes bezahlt wurden. 2013 wurde der Bahnhofsvorplatz mit dem Busbahnhof umgestaltet. Weitere Modernisierungen sollten bis Ende 2016 folgen, der Termin wurde zunächst auf 2018 verschoben, später auf 2020 und 2023. Dabei sollen die Bahnsteige auch abseits des Bahnsteigdaches auf eine Höhe von 76 Zentimetern über Schienenoberkante gebracht und Überlängen abgebrochen werden, drei Gleise hatten eine Länge von mehr als 400 Metern. Außerdem sollten die Beleuchtung erneuert und der Personentunnel und die Bahnsteigdächer saniert werden. Bereits Anfang 2021 wurde ein Zugang vom Parkplatz Breite Straße zu Gleis 1 errichtet. Die Umbaukosten sollten ursprünglich rund 3,4 Millionen Euro betragen. Nun ist von 10 Millionen Euro die Rede. Der Bahnsteig an Gleis 1 soll um 105 Meter in Richtung Süden verschoben werden. Der Bahnsteig an Gleis 2 soll um 60 Meter auf 370 Meter gekürzt werden. Um diese 60 Meter soll Gleis 24 in Richtung Norden und damit näher an den Ausgang verschoben werden. Der Bahnsteig von Gleis 3 und 24 wird im Süden um 100 Meter gekürzt. Beide Bahnsteige sollen ein Wetterschutzhaus erhalten, für Gleis 24 soll der fehlende Zugzielanzeiger nachgerüstet werden. Gleis 1 und 2 hätten dann eine Nutzlänge von 370 Metern auf einer Nennhöhe von 76 cm über Schienenoberkante, Gleis 3 von 270 Metern auf einer Nennhöhe von 76 cm über Schienenoberkante und weitere 100 Meter auf 55 cm über Schienenoberkante und Gleis 24 auf eine Nutzlänge von 115 Meter (Baulänge von 129 Metern) auf 55 cm über Schienenoberkante. Den entsprechenden Planfeststellungsbeschluss erließ das Eisenbahn-Bundesamt am 28. September 2017, die Bauarbeiten begannen am 16. August 2024 und sollen bis November 2024 beendet sein. Die Sanierung von Gleis 1 und der Unterführung soll 2028 im Rahmen der Grundsanierung der linken Rheinstrecke erfolgen. Bereits im Juni 2022 wurde die Unterführung, welche die Bahnhofshalle mit den Aufgängen der Gleise verbindet und bereits seit langem als baufällig galt, provisorisch durch den Einbau von zwei Hilfsbrücken in Stand gesetzt.
Zum 1. Juli 2019 hat die Deutsche Bahn das Bahnhofsgebäude an einen privaten Investor veräußert.

## Ausstattung
Der Bahnhof Andernach verfügt über einen Hausbahnsteig und einen Mittelbahnsteig mit einem Stumpfgleis. In der Regel halten die Züge von Köln nach Koblenz an Gleis 1, von Koblenz nach Köln an Gleis 2, die Züge von und nach Mayen an Gleis 3 oder 24. Die Bahnsteiggleise 1, 2 und 3 verfügen über Zugzielanzeiger, welche bei Fernverkehrszügen auch den Wagenstand anzeigen.
Im Bahnhof befindet sich ein DB-Reisezentrum, welches über zwei Schalter verfügt. Die ehemalige Bahnhofsgaststätte wird als Hackerspace genutzt, in der ehemaligen Bahnhofsbuchhandlung, in der sich zeitweise ein DB-ServiceStore befand, ist nun ein Kiosk. Die ehemalige Taxizentrale steht leer.
Die Bahnhofshalle verfügt über einen Abfahrtmonitor, Fahrkartenautomaten mit Touchscreen der Deutschen Bahn und von trans regio. Des Weiteren gibt es einen Geldautomaten und Sitzgelegenheiten. Die früher vorhandenen Gepäckschließfächer wurden entfernt.

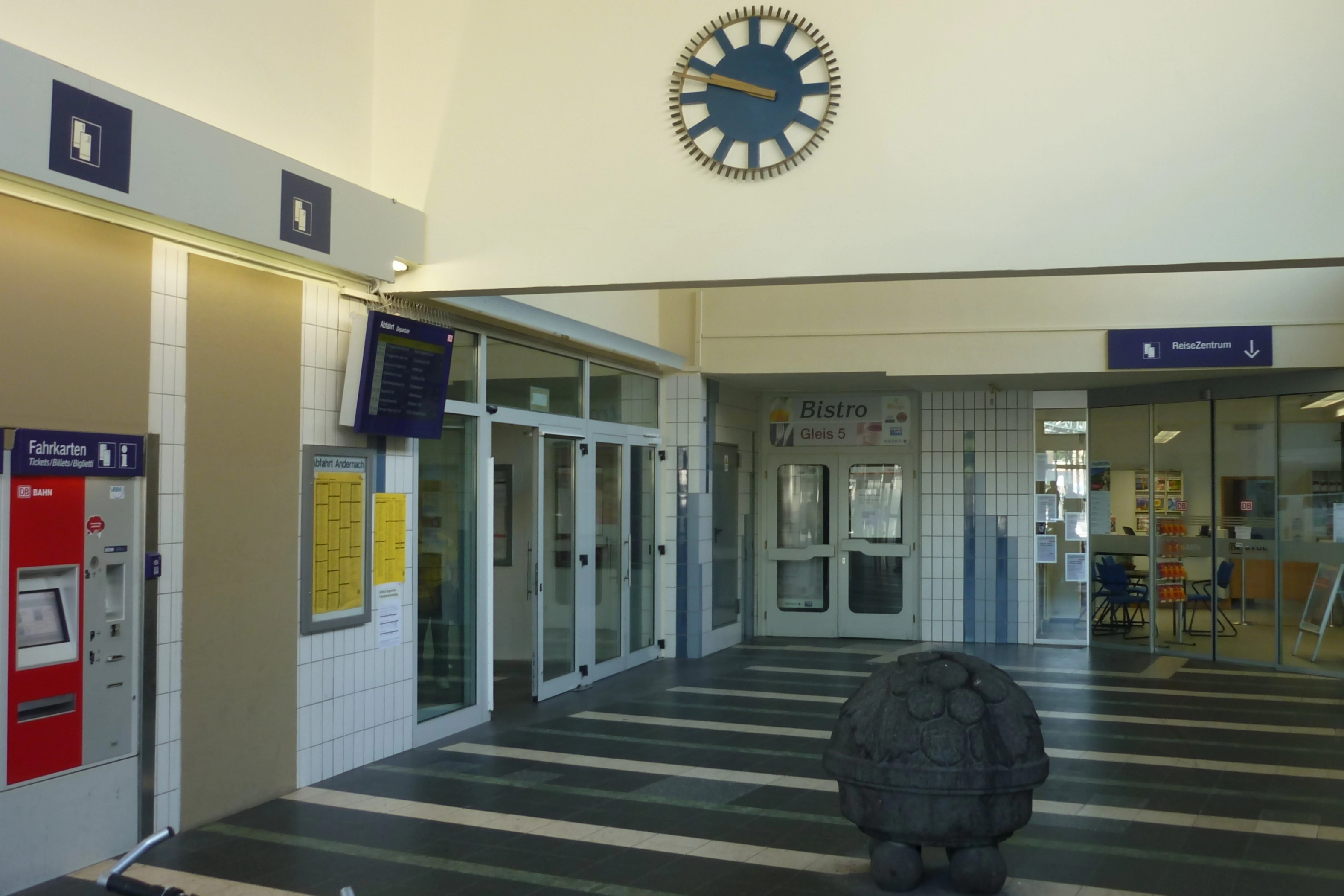
Schalterhalle des Andernacher Bahnhofs mit Reisezentrum
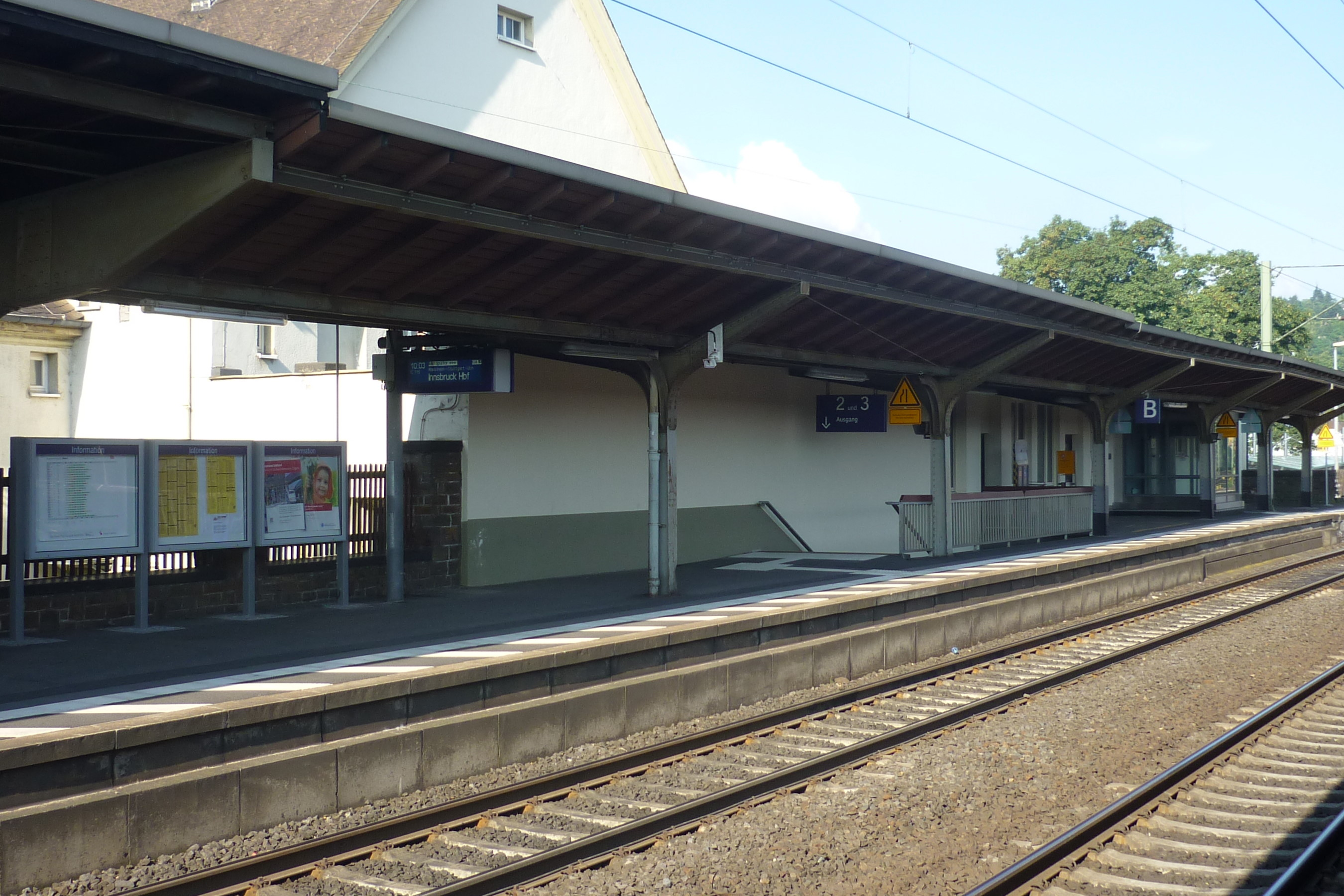
Hausbahnsteig des Andernacher Bahnhofs mit Personenaufzug
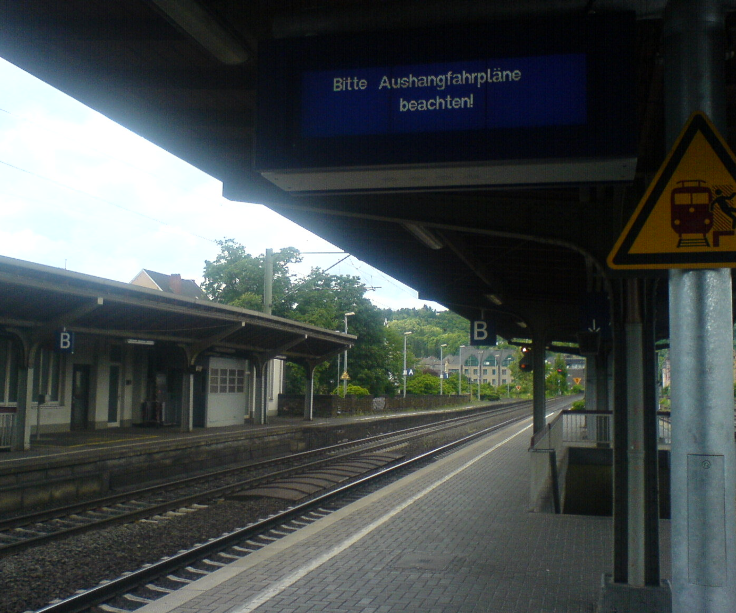
Mittelbahnsteig mit LCD-Zugzielanzeiger und Personenaufzug

## Bedienung

### Regionalverkehr
In Andernach halten im Schienenpersonennahverkehr eine Regional-Express-Linie (RE) und mehrere Regionalbahn-Linien (RB). Die Züge erreichen im Norden Wesel, im Osten Limburg an der Lahn, im Süden Mainz und im Westen Kaisersesch.
Auf der Linie RE 5 begann am 9. Juni 2019 der Rhein-Ruhr-Express-Vorlaufbetrieb. Zum Einsatz kommen Siemens-Desiro-Triebwagen in Doppeltraktion, Betreiberin ist National Express.
| Linie                    | Linienname/Verlauf | Takt                          | Betreiberin      | Fahrzeuge                                 | KBS         |
| ------------------------ | --- | ----------------------------- | ---------------- | ----------------------------------------- | ----------- |
| RE 5 (RRX)               | Rhein-Express: Wesel – Friedrichsfeld (Niederrhein) (zweistdl.) – Voerde (Niederrhein) – Dinslaken – Oberhausen-Holten (zweistdl.) – Oberhausen-Sterkrade – Oberhausen Hbf – Duisburg Hbf – Düsseldorf Flughafen – Düsseldorf Hbf – Düsseldorf-Benrath – Leverkusen Mitte – Köln-Mülheim – Köln Messe/Deutz – Köln Hbf – Köln Süd – Brühl – Bonn Hbf – Bonn UN Campus – Bonn-Bad Godesberg – Oberwinter – Remagen – Sinzig (Rhein) – Bad Breisig – Andernach – Koblenz Stadtmitte – Koblenz Hbf Stand: Fahrplanwechsel Dezember 2023 | 60 min                        | National Express | Triebwagen der Baureihen 462              | 415/420/470 |
| RB 23                    | Lahn-Eifel-Bahn: (Kaisersesch → Urmersbach → Monreal → Mayen West →) (einzelne Fahrten) Mayen Ost – Kottenheim – Thür – Mendig – Kruft – Plaidt – Miesenheim – Andernach – Weißenthurm – Mülheim-Kärlich – Koblenz Stadtmitte – Koblenz Hbf – Niederlahnstein – Friedrichssegen – Nievern – Bad Ems West – Bad Ems – Dausenau – Nassau (Lahn) – Obernhof (Lahn) – Laurenburg (Lahn) – Balduinstein – Fachingen (Lahn) – Diez – Limburg (Lahn) Stand: Fahrplanwechsel Dezember 2021 | 60 min (+ Verstärker zur HVZ) | DB Regio Mitte   | Triebwagen der Baureihen 643, 640 und 648 | 478/625     |
| RB 26                    | MittelrheinBahn: (Köln/Bonn Flughafen –) (nur im Nachtverkehr) Köln Messe/Deutz – Köln Hbf – Köln West – Köln Süd – Hürth-Kalscheuren – Brühl – Sechtem – Roisdorf – Bonn Hbf – Bonn UN Campus – Bonn-Bad Godesberg – Bonn-Mehlem – Rolandseck – Oberwinter – Remagen – Sinzig (Rhein) – Bad Breisig – Brohl – Namedy – Andernach – Weißenthurm – Mülheim-Kärlich – Koblenz-Lützel – Koblenz Stadtmitte – Koblenz Hbf – Rhens – Spay – Boppard Hbf – Boppard-Bad Salzig – Boppard-Hirzenach – Sankt Goar – Oberwesel – Bacharach – Niederheimbach – Trechtingshausen – Bingen (Rhein) Hbf – Bingen (Rhein) Stadt – Bingen-Gaulsheim – Gau Algesheim – Ingelheim – Heidesheim (Rheinhessen) – Uhlerborn – Budenheim – Mainz-Mombach – Mainz Hbf Stand: Fahrplanwechsel Dezember 2021 | 60 min                        | Trans Regio      | Triebwagen der Baureihe 460               | 470         |
| RB 38                    | Lahn-Eifel-Bahn: Kaisersesch – Monreal – Urmersbach – Mayen – Kottenheim – Thür – Mendig – Kruft – Plaidt – Miesenheim – Andernach | 60 min                        | DB               | Triebwagen der Baureihen 643, 640 und 648 | 478         |
| Stand: 10. Dezember 2023 | |                               |                  |                                           |             |

### Fernverkehr

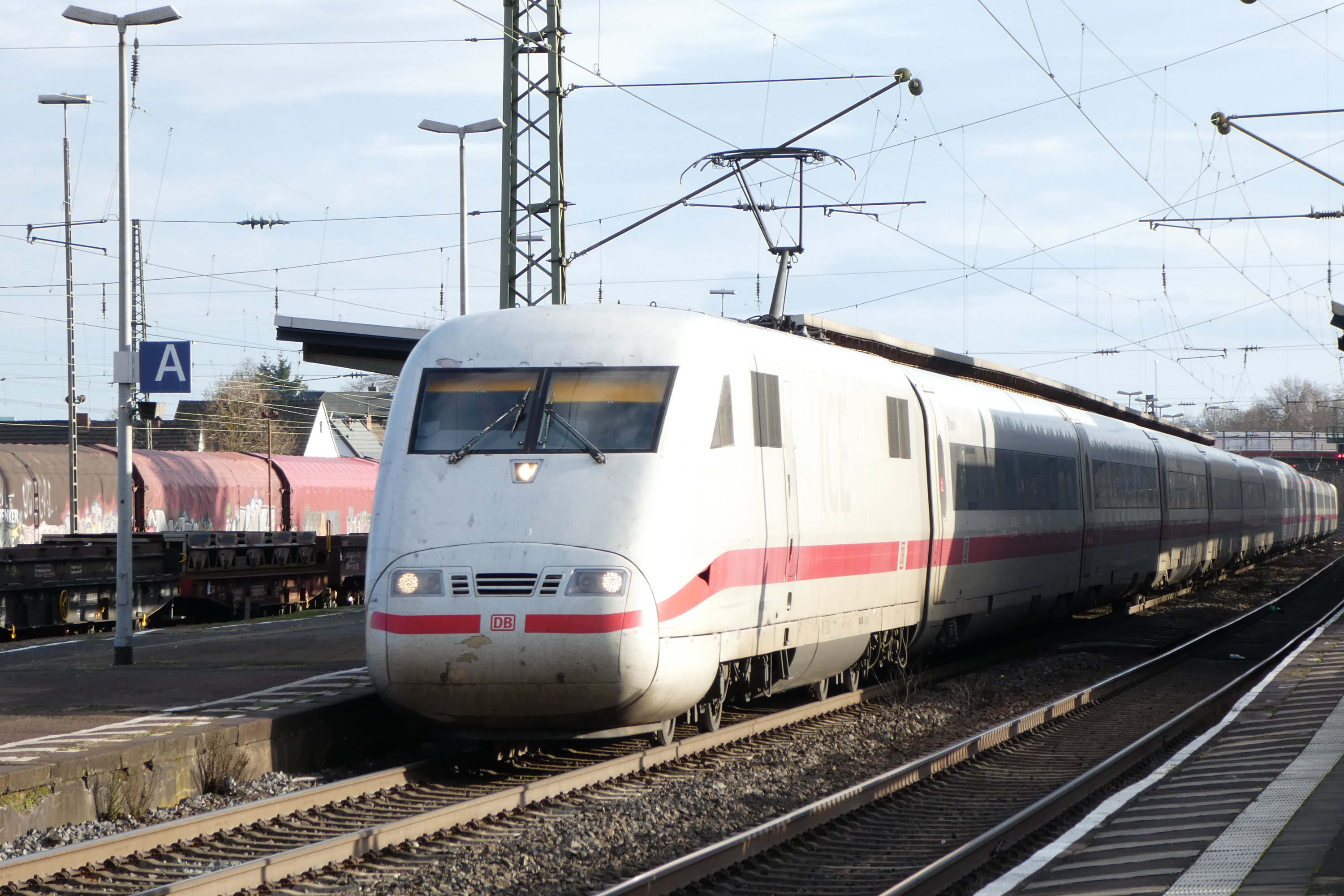
ICE 1 nach Berlin in Andernach
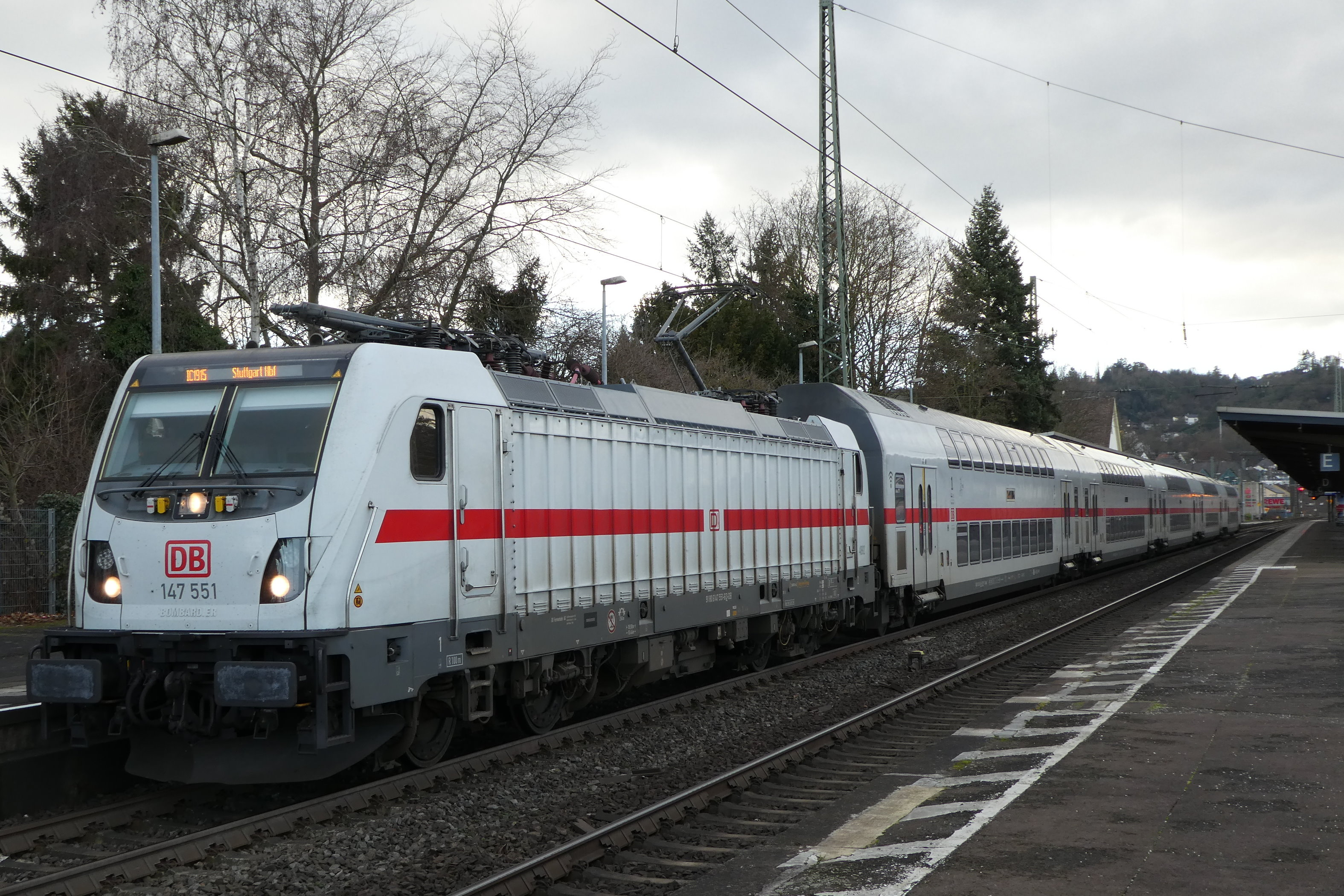
IC 2 nach Koblenz in Andernach

Der Bahnhof Andernach wird im Schienenpersonenfernverkehr von folgenden Intercity-Express- und Intercity-Zügen bedient:
| Zug                                  | Linie  | Verlauf | Fahrzeuge                                 |
| ------------------------------------ | ------ | --- | ----------------------------------------- |
| ICE 552 (So) ICE 553 ICE 556 (Mo–Sa) | ICE 19 | Berlin – Hannover – Bielefeld – Hagen – Wuppertal – Köln – Bonn – Remagen – Andernach – Koblenz | ICE 1 (9-teilig)                          |
| ICE 920 ICE 921                      | ICE 39 | Hamburg-Altona - Hamburg Dammtor - Hamburg - Hamburg-Harburg - Bremen - Diepholz - Osnabrück - Münster - Hamm – Dortmund – Bochum – Essen – Duisburg – Düsseldorf Flughafen – Düsseldorf – Köln – Bonn – Remagen – Andernach – Koblenz – Bingen – Mainz – Frankfurt Flughafen – Frankfurt | ICE 1 (9-teilig)                          |
| IC 2012 IC 2013 (ab 7. Juni 2025)    | IC 32  | Dortmund - Bochum - Essen - Duisburg – Düsseldorf – Köln – Bonn – Remagen – Andernach – Koblenz – Bingen – Mainz – Mannheim – Heidelberg – Stuttgart – Göppingen – Ulm – Memmingen – Kempten – Immenstadt – Sonthofen – Fischen – Oberstdorf                                              | Baureihe 101 mit IC-Wagen                 |
| IC 2443 IC 2444                      | IC 55  | Dresden – Dresden-Neustadt – Riesa – Leipzig – Flughafen Leipzig/Halle – Halle – Köthen – Magdeburg – Braunschweig – Hannover – Minden – Bad Oeynhausen – Herford – Bielefeld – Gütersloh – Hamm – Dortmund – Hagen – Wuppertal – Solingen – Köln – Bonn – Remagen – Andernach – Koblenz  | Baureihe 146 mit doppelstöckigen IC-Wagen |
| IC 5106 IC 5107                      | IC 37  | Düsseldorf – Köln – Bonn – Remagen – Andernach – Koblenz – Kobern-Gondorf – Treis-Karden – Cochem – Bullay - Wittlich – Schweich – Trier – Wasserbillig – Luxemburg | CFL Kiss                                  |
| Stand: 15. Dezember 2024             |        | |                                           |

## Busverkehr

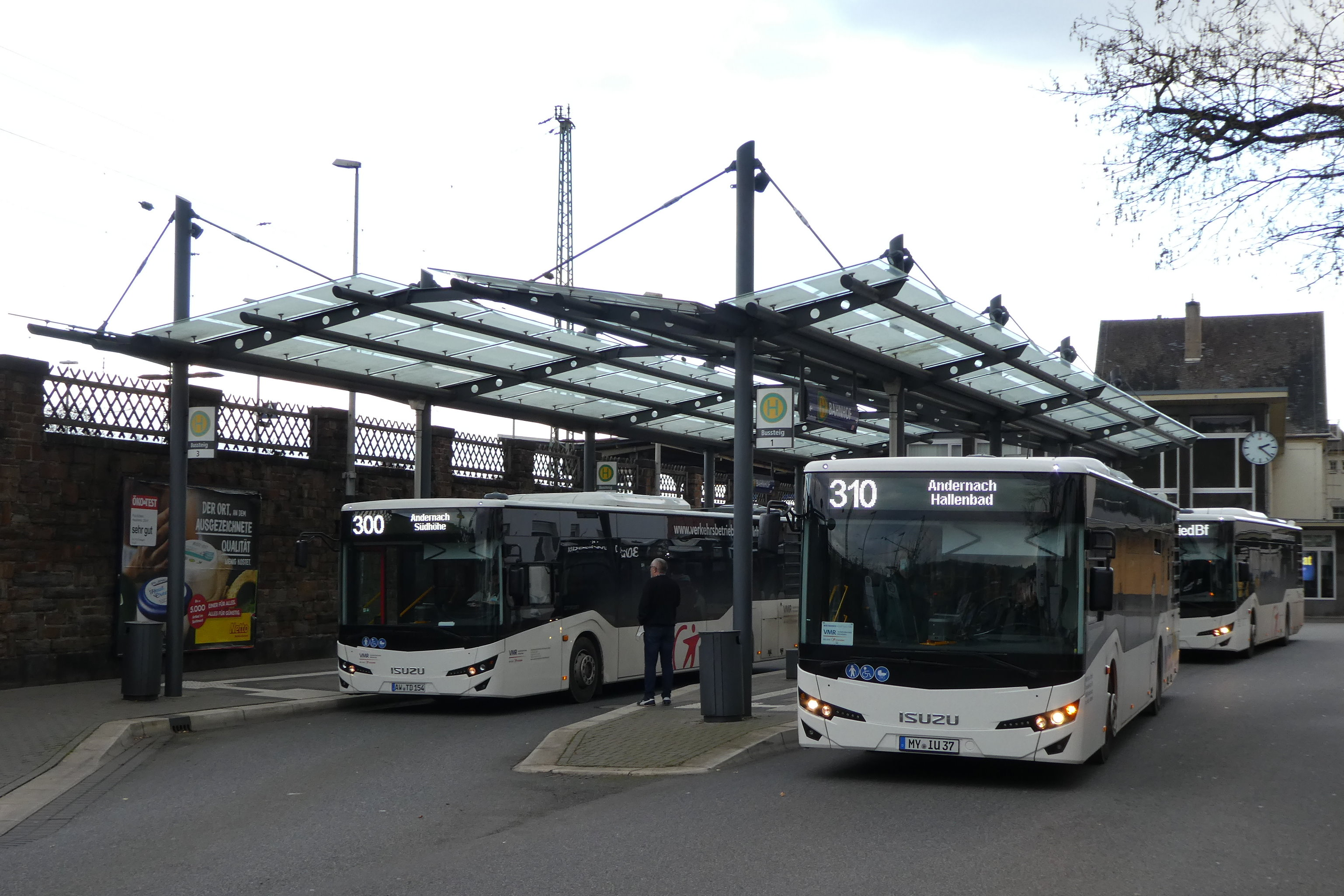
Bahnhofsvorplatz mit Busbahnhof

Zum 12. Dezember 2021 wurden die früheren Bahn- und Postbuslinien sowie die seit 1984 bestehenden Stadtbuslinien durch das Linienbündel Pellenz abgelöst, welches die Verkehrsbetrieb Rhein-Eifel-Mosel GmbH im Auftrag des Landkreises Mayen-Koblenz erbringt.
Folgende Linien bedienen den Bahnhof Andernach täglich im Stundentakt:
| Linie | Verlauf                                                                                   |
| ----- | ----------------------------------------------------------------------------------------- |
| 300   | Niedermendig – Kruft – Plaidt – Weißenthurm – Andernach Bahnhof – Andernach Südhöhe       |
| 301   | Neuwied – Andernach Bahnhof – Andernach Südhöhe – Plaidt – Saffig – Bassenheim – Rübenach |
| 310   | Plaidt – Kruft – Nickenich – Andernach Bahnhof – Andernach Südstadt                       |
| 311   | Weißenthurm – Andernach Bahnhof – Andernach Südstadt – Andernach Südhöhe                  |
| 395   | Niedermendig – Maria Laach – Nickenich – Andernach Bahnhof – Andernach Altstadt           |

## Deutschland-Takt
Der Deutschland-Takt im Rahmen des Bundesverkehrswegeplans 2030 sieht für Andernach zwei zweistündlich verkehrende Fernzuglinien mit jeweils acht täglichen Zugpaaren vor: Neben einer IC-Linie von Norddeich Mole über Münster, Düsseldorf, Köln und Koblenz nach Luxemburg (heutige IC-Linien 35 und 37) sieht der 3. Gutachterentwurf von Juni 2020 eine ICE-Linie von Berlin über Hannover, Hamm, Wuppertal, Köln nach Koblenz (heutige ICE-Linie 10) vor.
Im Nahverkehr soll zwischen Köln und Koblenz der Rhein-Ruhr-Express mit der Linie RRX 4 von Bielefeld über Dortmund und Köln nach Remagen die Mittelrheinbahn und mit der Linie RRX 6 von Minden nach Koblenz den Rhein-Express ersetzen. Die Mittelrheinbahn würde nur noch zwischen Remagen und Mainz verkehren, im Remagen müsste umgestiegen werden.
Der Zweckverband Schienenpersonennahverkehr Rheinland-Pfalz Nord prüft die Reaktivierung der Eifelquerbahn zwischen Gerolstein und Kaisersesch durch einen schnellen RE-Verkehr mit dem Zuglauf Gerolstein – Daun – Ulmen – Kaisersesch – Mayen Ost – Mendig – Andernach und Durchbindung bis Koblenz und weiter nach Limburg in der derzeitigen Lage der RB 23. Die zwei jeweils stündlich verkehrenden RB zwischen Kaisersesch und Andernach bzw. Mayen Ost und Andernach sollen dabei zur Grundbedienung erhalten bleiben.

## Weitere Haltepunkte in Andernach
Die Stadt Andernach hat in zwei Stadtteilen weitere Haltepunkte:
- Namedy an der linken Rheinstrecke mit dem Halt der MittelrheinBahn (RB 26),
- Miesenheim an der Eifelquerbahn mit dem Halt der Lahn-Eifel-Bahn (RB 23/RB 38).

In der Kernstadt soll um das Jahr 2025 für 1,5 Millionen Euro der Haltepunkt Andernach Süd auf Höhe der Straße Leibnizhof an der Eifelquerbahn mit dem Halt der Lahn-Eifel-Bahn (RB 23/RB 38) entstehen und von 700 Fahrgästen am Tag genutzt werden.